# اینگبورگ وان کازرو
اینگبورگ وان کازرو (انگلیسی: Ingeborg von Kusserow; ۲۸ ژانویهٔ ۱۹۱۹ – ۱۴ آوریل ۲۰۱۴) بازیگر تئاتر، و بازیگر سینما اهل آلمان بود.
از فیلم‌ها یا برنامه‌های تلویزیونی که وی در آنها نقش داشته‌است می‌توان به بی‌بندوبار اشاره کرد.